# Gornja Vratnica
Gornja Vratnica (en cyrillique : Горња Вратница) est un village de Bosnie-Herzégovine. Il est situé dans la municipalité de Visoko, dans le canton de Zenica-Doboj et dans la fédération de Bosnie-et-Herzégovine. Selon les premiers résultats du recensement bosnien de 2013, il compte 464 habitants.

## Démographie

### Évolution historique de la population dans la localité
| 1948 | 1953 | 1961 | 1971 | 1981 | 1991 | 2013 |
| ---- | ---- | ---- | ---- | ---- | ---- | ---- |
| -    | -    | 397  | 500  | 492  | 546  | 464  |

|  |

### Communauté locale
En 1991, Gornja Vratnica faisait partie de la communauté locale de Vratnica qui comptait 844 habitants, répartis de la manière suivante :